# Chaetomymar indopeninsularis
Chaetomymar indopeninsularis är en stekelart som först beskrevs av Mani och Saraswat 1973.  Chaetomymar indopeninsularis ingår i släktet Chaetomymar och familjen dvärgsteklar. Inga underarter finns listade i Catalogue of Life.